# Kirch Mummendorf
Kirch Mummendorf ist ein Ortsteil der Gemeinde Stepenitztal im Landkreis Nordwestmecklenburg in Mecklenburg-Vorpommern. 

## Geschichte
Der Ort wurde 1230 und 1234 erstmals urkundlich erwähnt. Kirch Mummendorf war, wie es der Name schon sagt, ein Kirchendorf. Obwohl das Dorf an der Stepenitz liegt, war es den Dorfbewohnern bis Anfang des  20. Jahrhunderts untersagt, im Fluss zu fischen, da die Stepenitz bis Börzow zum Hoheitsgebiet Lübecks gehörte. Nur die Mönche durften dort während ihrer Fastenzeit Krebse fangen.
Am 1. Juli 1950 wurden die bis dahin selbständigen Gemeinden Hof Mummendorf und Tramm eingegliedert.
Vor dem Zusammenschluss der Gemeinde Papenhusen mit Börzow und Mallentin zur Gemeinde Stepenitztal am 25. Mai 2014 war der Ort Bestandteil der Gemeinde Papenhusen.